# Река Ерма край Трън
„Река Ерма край Трън“ е картина на художника Никола Петров от около 1910 г.
Картината е нарисувана с маслени бои върху платно и е с размери 68 x 96 cm. Представлява пейзаж, на река Ерма край град Трън. На преден план, на брега е изобразено ято гъски, а на заден, на отсрещния бряг – крайречна гора.
Никола Петров е обновител на българската живопис и е сред художниците, които утвърждават индивидуализма в българското изобразително изкуство. Автор е на множество импресионистични пейзажи.
Картината е закупена от Народния музей в София през 1913 г. След това е част от фонда на Националната художествена галерия.